# أريفوريون

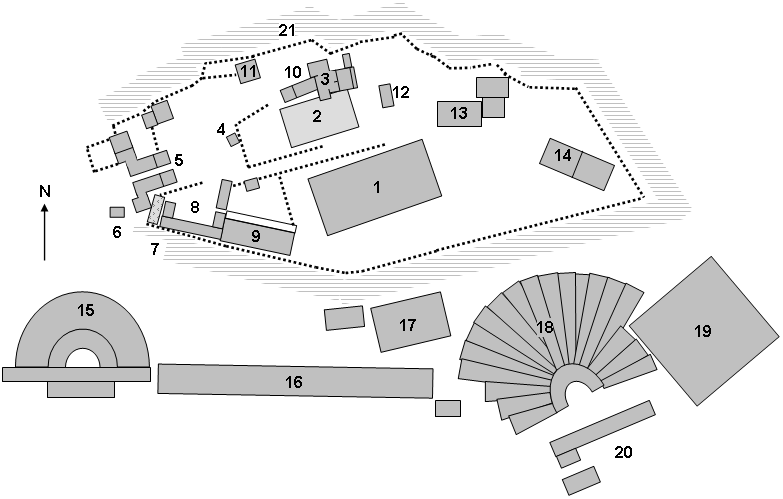
مخطط موقع الأكروبوليس في أثينا - الأريفوريون هو رقم 11.

الأريفوريون أو دار أريفوريو (بالإنجليزية: House of the Arrephoroi)‏ هو مبنى يُعتقد أنه كان في الأكروبوليس بأثينا بناءً على ممر في باوسانياس. أدى اكتشاف أساسات مبنى كبير على الحافة الشمالية الغربية من الأكروبوليس إلى التعرف على هذا الهيكل مع الأريفوريون.

ذكر بوسانياس التالي:
لقد اندهشت كثيرًا من شيء غير معروف بشكل عام، ولذا سأصف الظروف. مجموعة من العذارى تسكن على مقربة من معبد أثينا بولياس، دعاهن الأثينيون المكلفون بالقرابين المقدسة. يعشن لفترة من الوقت مع الإلهة، ولكن عندما يحين المهرجان يؤدين الطقوس التالية ليلاً. بعد أن وضعن على رؤوسهن ما أعطتهم كاهنة أثينا - لا التي تعطيهم ولا من يضعنها علمن ما هي - هبطت العذارى من الممر الطبيعي تحت الأرض الذي يشق المناطق المجاورة داخل المدينة، من تماثيل أفروديت في الحدائق. يتركن ما يحملنه ويحصلن على شيء آخر يحضرنه وهو مغطى. يطلق سراح هؤلاء العذارى، ثم تستجلب أخريات في الأكروبوليس.
بالإضافة إلى ذلك، يشير بلوتارخ إلى وجود ملعب كرة بجوار المنزل. البقايا المادية تشير لما نعرفه عن دار أريفوريو لكن الأدلة ما تزال ظرفية على أن هذا كان في الواقع مقر إقامة الأريفوريون.
تبلغ أبعاد المبنى 12.2 متر مربع، وقد أقيم على أساس من الحجر الجيري. تم تقسيمه إلى رواق مواجه للجنوب بعمق 4.4 متر وغرفة واحدة مستطيلة بمساحة 8 متر على 12 مترًا تقريبًا. الشرفة المحيطة بالمبنى مباشرة عبارة عن شرفة اصطناعية تم إنشاؤها بواسطة الحشوات، والتي يعود تاريخها إلى النصف الأخير من القرن الخامس أو معاصرة مع ارخثيون.
أثارت إعادة بناء العمارة الجدل. افترض دوربفلد إعادة البناء بتأسيس جبهة مواجهة للجنوب مع عمودين في أنتيس - وهو التخمين الذي تم تبنيه مؤخرًا - تمت إعادة بناء أربعة أعمدة. ومع ذلك، نظرًا لعدم وجود هياكل آنتية أخرى ذات أربعة أعمدة معروفة، تم اقتراح إعادة بناء رواق من ستة أعمدة من البروستيل. بسبب الأسس العريضة، يمكن افتراض وجود بنية تحتية متدرجة، أما القاعدة في واجهة المعبد اليوناني فقد بني عليها المبنى الفعلي. فقط الجملون ذو السقف المقابل يمكن أن يرتفع فوق الرواق المكون من ستة أعمدة. لذلك تم التخلص من عمليات إعادة البناء القديمة ذات السقف الهرمي المنحدر. إن ترتيب الأعمدة في المبنى غير واضح. وجب النظر في نظام إيوني، على الرغم من أن معظم عمليات إعادة البناء المتاحة تفترض إعادة البناء وفق نظام دوري.